# 徐家新
徐家新（1964年9月—），男，汉族，江苏丹阳人，中华人民共和国政治人物，二级大法官，现任吉林省高级人民法院院长。